# Fontanges
Fontanges é uma comuna francesa na região administrativa de Auvérnia-Ródano-Alpes, no departamento de Cantal. Estende-se por uma área de 18,25 km². Em 2010 a comuna tinha 202 habitantes (densidade: 11,1 hab./km²).